# Guido Sommaruga
Guido von Sommaruga (22. ledna 1842 Vídeň – 11. ledna 1895 Vídeň) byl rakouský právník, šlechtic a politik německé národnosti, v 2. polovině 19. století poslanec Říšské rady z Dolních Rakous.

## Biografie
Jeho otcem byl ministerský rada Franz Sommaruga (1815–1884). Guido působil jako dvorní a soudní advokát. Vychodil vídeňské akademické gymnázium, studoval práva na Vídeňské univerzitě. Roku 1864 na této univerzitě získal titul doktora práv. Od roku 1864 pak byl na soudní praxi. V roce 1867 se stal kandidátem advokacie a od roku 1871 byl advokátem ve Vídni. Roku 1879 se stal členem disciplinární rady advokátní komory. Byl aktivní i veřejně a politicky. Od roku 1877 do roku 1887 byl členem vídeňské obecní rady. Prosazoval rozšíření správních hranic města. Byl nájemcem honitebních pozemků v Tyrolsku. Podílel se na vzniku spolku Oesterreichischer Alpenverein.
Od roku 1880 byl poslancem Dolnorakouského zemského sněmu za kurii měst, obvod Vídeň I. Mandát obhájil v roce 1884 a 1890. Poslancem byl až do své smrti roku 1895. Od října 1884 do své smrti byl rovněž náhradníkem zemského výboru. Na sněmu zastupoval německé liberály.
Působil i jako poslanec Říšské rady (celostátního parlamentu Předlitavska), kam usedl ve volbách roku 1885 za kurii městskou v Dolních Rakousích, obvod Vídeň, III. okres. Mandát obhájil ve volbách roku 1891. Poslancem byl až do své smrti roku 1895, pak ho v parlamentu nahradil Leopold Steiner. Ve volebním období 1885–1891 se uvádí jako baron Dr. Guido von Sommaruga, dvorní a soudní advokát, bytem Vídeň.
Na Říšské radě se po volbách roku 1885 uvádí jako člen poslaneckého klubu Sjednocené levice, do kterého se spojilo několik ústavověrných proudů. V roce 1887 se uvádí jako člen poslanecké frakce Deutschösterreichischer Club (Německorakouský klub), která sdružovala umírněnou část německého ústavověrného tábora. V roce 1890 se uvádí jako poslanec obnoveného klubu německých liberálů, nyní oficiálně nazývaného Sjednocená německá levice. I po volbách roku 1891 byl členem klubu Sjednocené německé levice.
Zemřel v lednu 1895.